# Piper flaviflorum
Piper flaviflorum är en pepparväxtart som beskrevs av C. Dc.. Piper flaviflorum ingår i släktet Piper och familjen pepparväxter. Inga underarter finns listade i Catalogue of Life.